# Naturaliekabinett

Uppstoppad duva

Naturaliekabinett var en privat samling av naturalier, dvs  museiföremål som kommer från naturen: mineraler, skelettdelar, torkade växter, fjädrar, fossiler, uppstoppade djur, konserverade djur- eller människodelar etc.  som under upplysningstiden gav hög status. Det var modernt att vara vetenskapligt intresserad på 1700-talet. Många naturaliesamlingar skilde sig inte nämnvärt från kuriosakabinetten som sedan länge kittlat fantasin och befunnit sig vid sidan av den gängse moralen. Småningom ställdes högre krav på att skilja mellan fablernas och vetenskapens värld, och många falsarier togs bort från samlingarna. De nya vetenskapsmännens systematiseringsideologi inspirerade till moderniseringar av kabinetten, som därmed kunde vittna om samlarens seriositet och kunskapsnivå.